# 김수연 (교수)
김수연 은 대한민국의 교수 겸 작가이다.

## 활동
"대한민국을 4차산업혁명 강국으로 만들겠다."는 신념으로 전국적으로 강의를 하며, 인플루언서로 방송 활동을 하고 있다.

프랑스 까뜨린뮐러 플라워 스쿨에서 플로리스트 공부를 했으며, 미국 SIT Graduate Institute 테솔(TESOL) 및 Kaplan International Center에서 Practical Business English Program을 수료하고 세계 여행을 하는 등 다양한 해외 경험을 했다.
4개 국어를 구사하며 취미는 여행과 와인으로 International Wine Academy 와인 소믈리에 마스터 과정을 수료했다.

인스타그램, 페이스북, 유튜브 등의 인터넷 플랫폼을 통해 사람들과 소통하고 있다.

## 수상 내역
- 국회의원 표창

- 한국메타버스연구원 메타버스 강사 경진대회 대상

- 파이낸스투데이 광주지국 대상

## 작품(도서)
챗GPT, 메타버스, 라이브커머스, ESG, NFT, SNS, 마케팅 등 다양한 분야를 연구하며 도서를 출간했다.

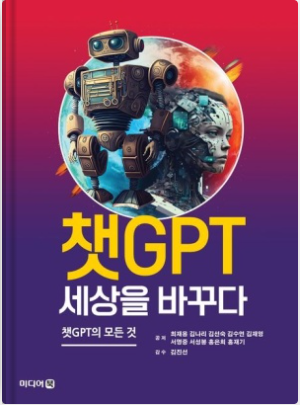

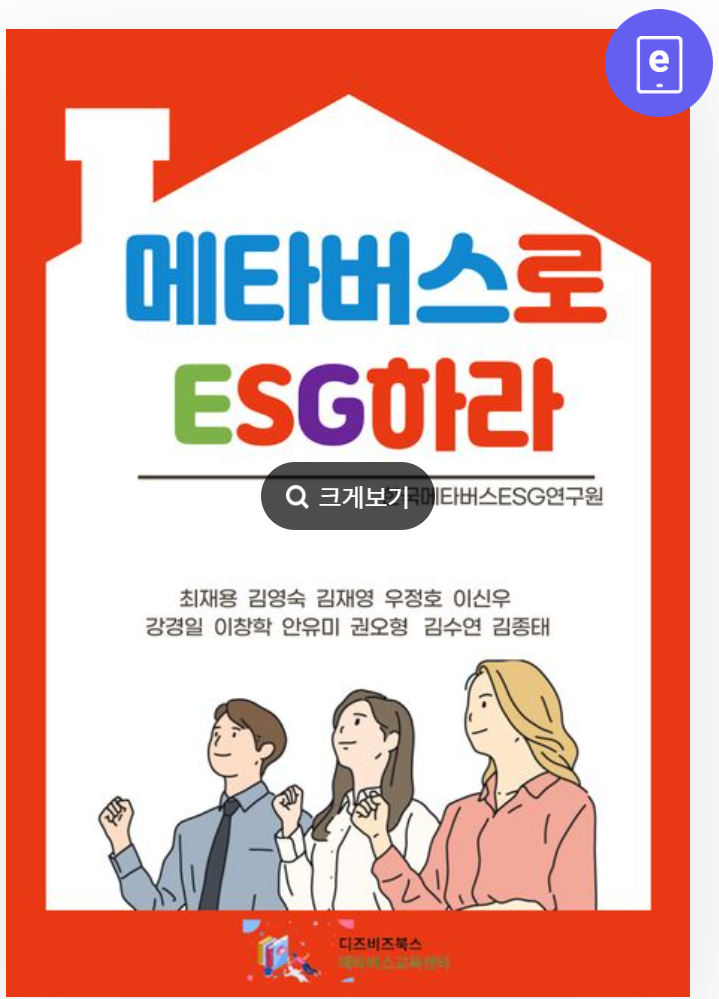

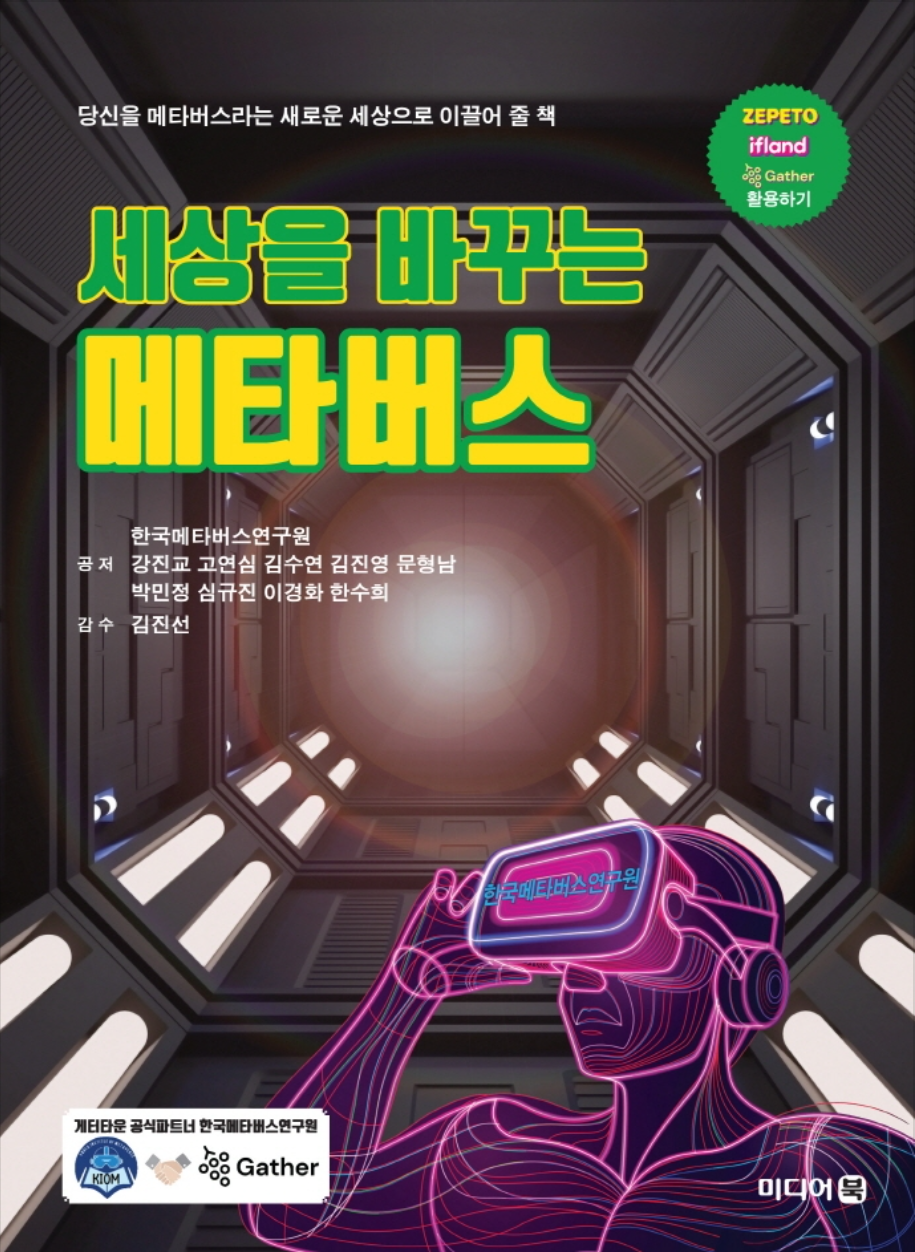

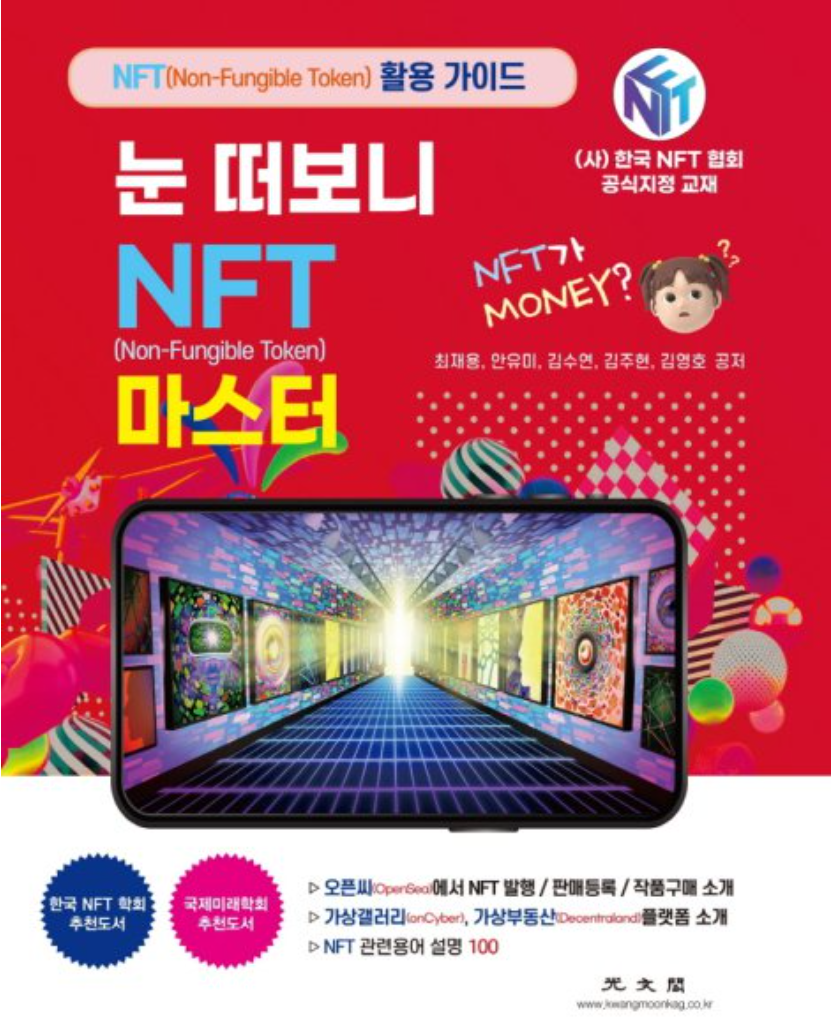

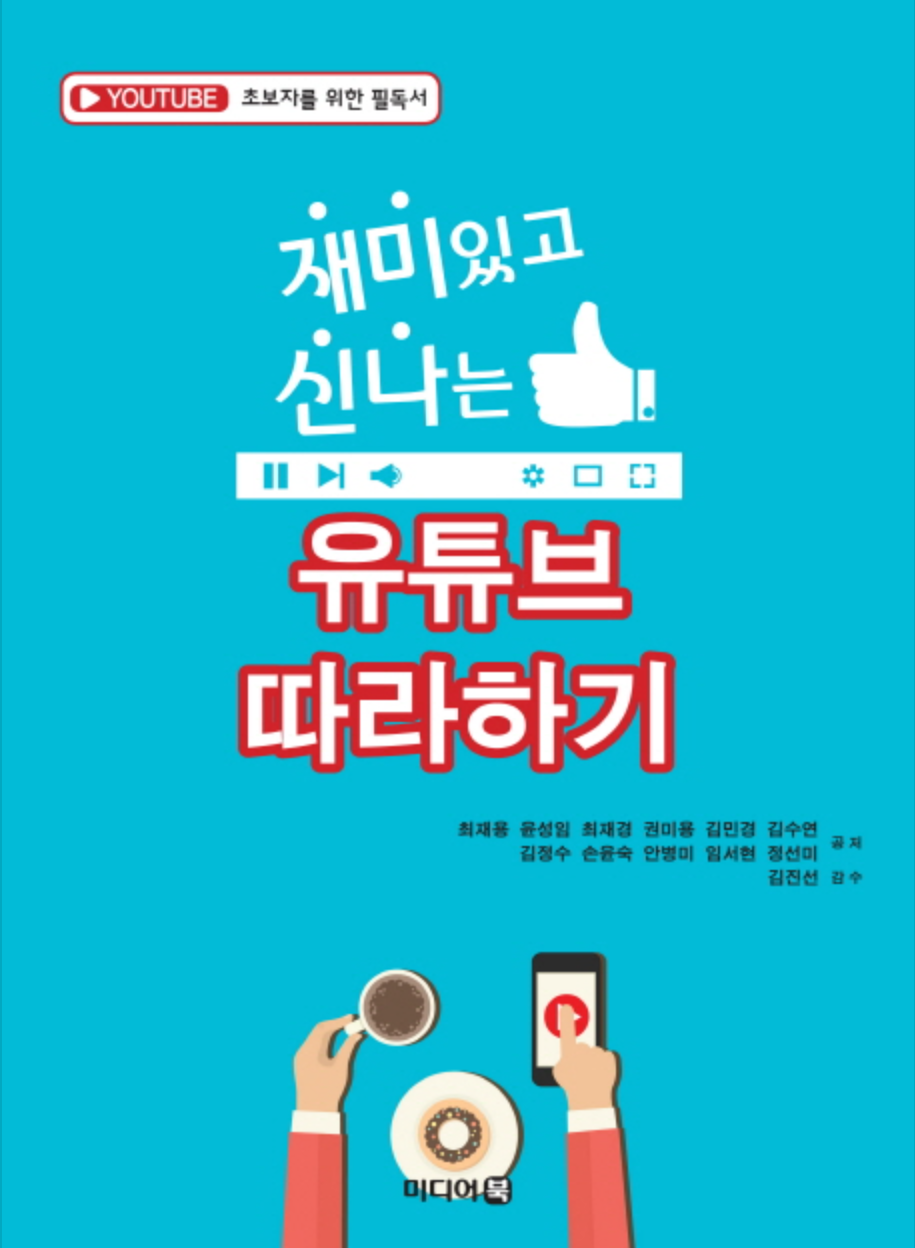

챗GPT 세상을 바꾸다(챗GPT의 모든 것)

챗GPT 나도 해볼까?

메타버스로ESG하라

세상을 바꾸는 메타버스

눈 떠보니 NFT 마스터

유튜브 따라하기(재미있고 신나는)

## 방송

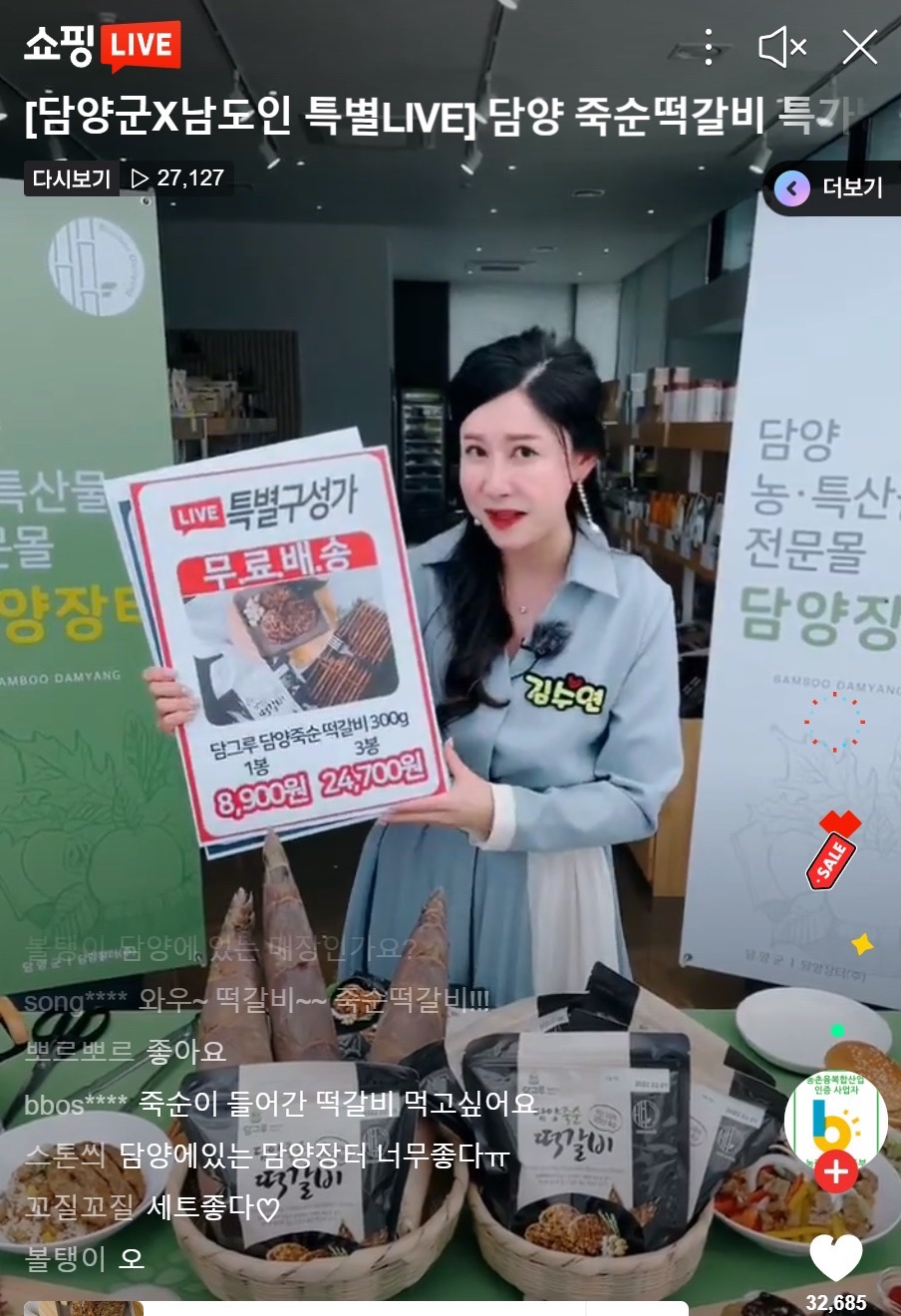

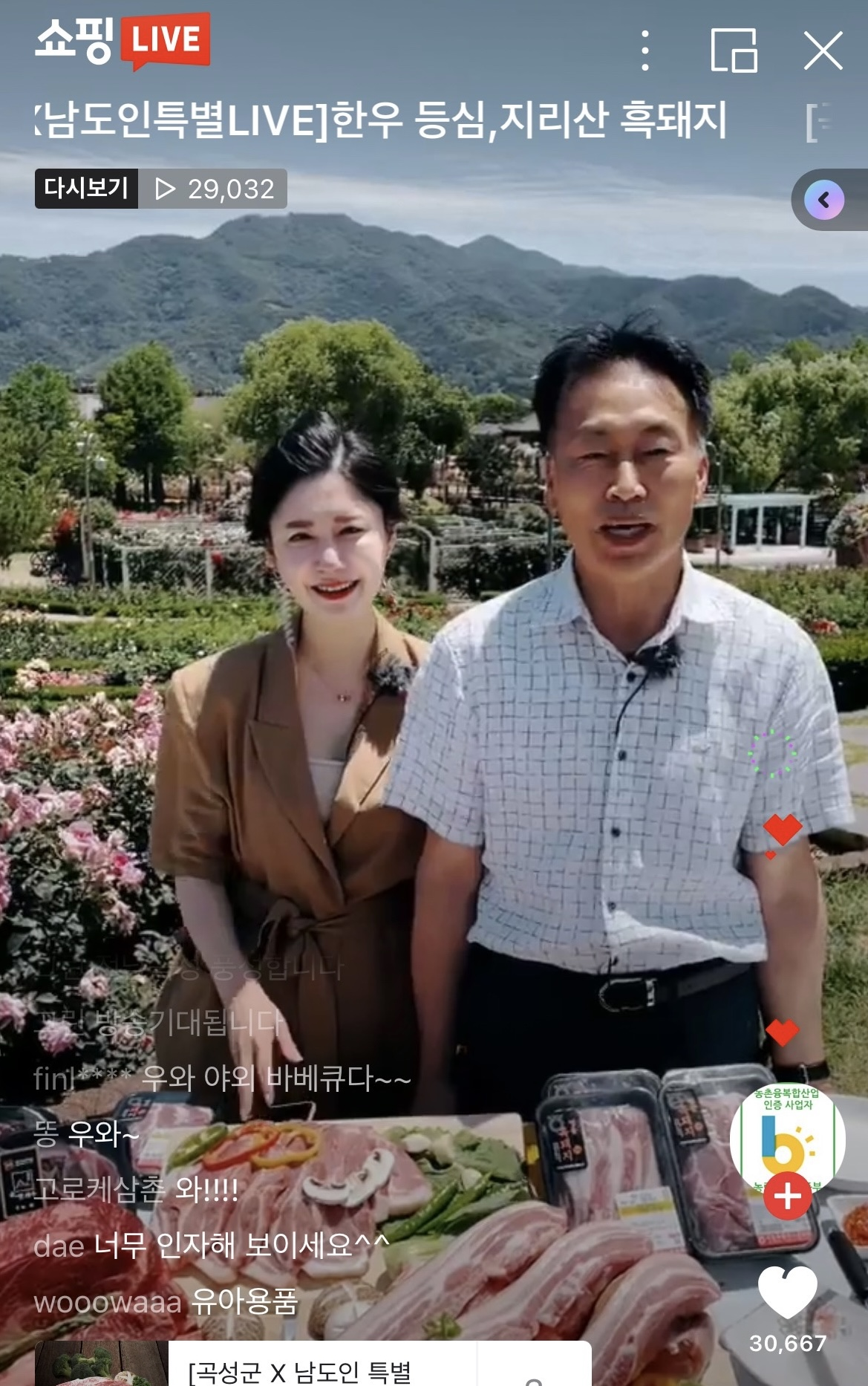

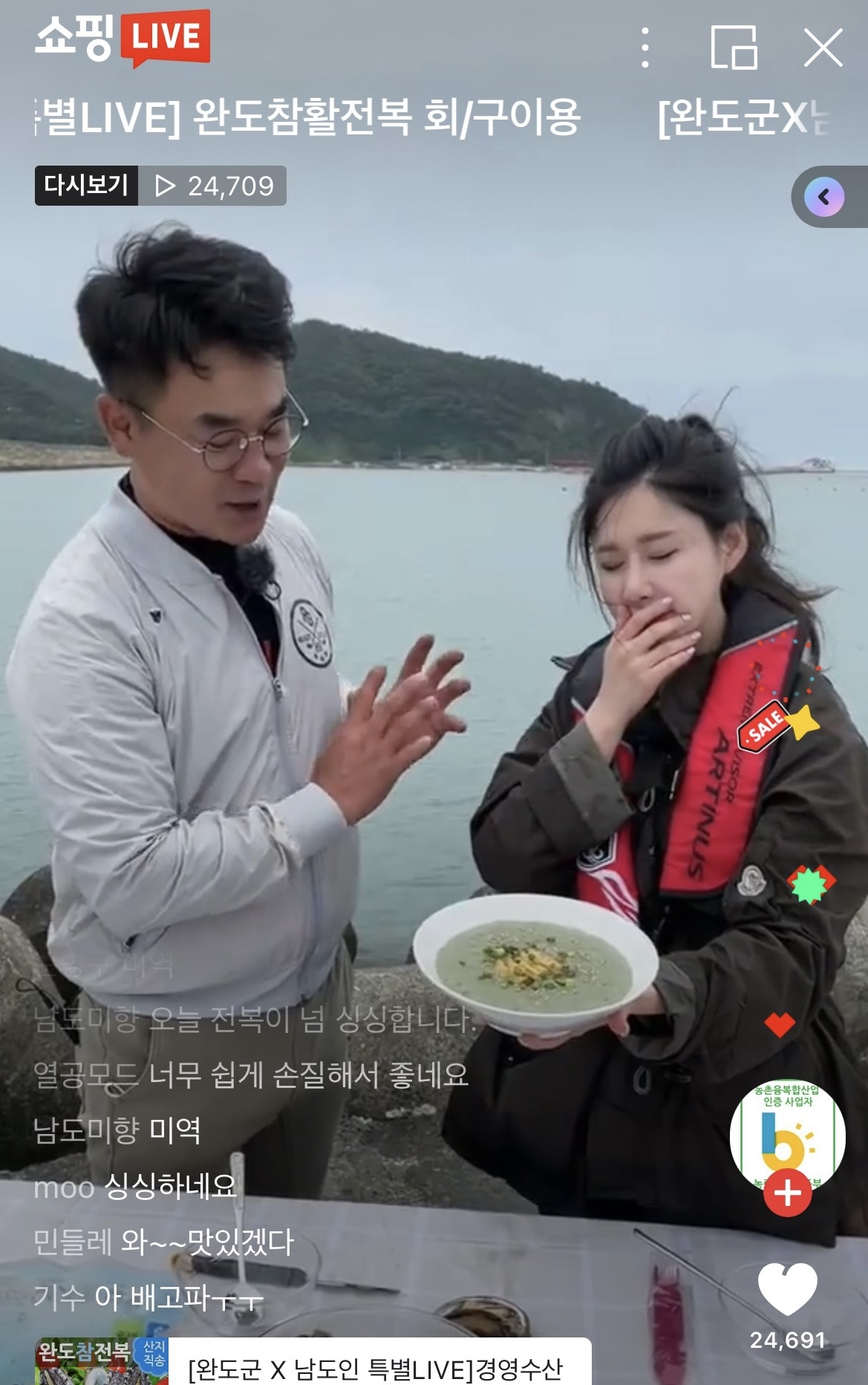

라이브커머스 쇼호스트 로 네이버쇼핑라이브, 카카오쇼핑라이브, 유튜브, 그립 등에서 활발하게 활동 중이다.
- 유튜브 라이브커머스 - 의령덕실감빛마을 곶감
- 유튜브 라이브커머스 - 거창 은빛화원 수국
- 유튜브 라이브커머스 - 해송농원 스위트 키위
- 카카오 쇼핑라이브 - 효향 한끼누룽지
- 유튜브 라이브커머스 - 금옥 유자비누
- 유튜브 라이브커머스 - 누룽지 황태스프 금세얌푸드
- 유튜브 라이브커머스 - 익산 가나농장 ABC 건강즙
- 네이버 쇼핑라이브 - 새미골농원 딸기잼
- 유튜브 라이브커머스 - 명상다원
- 유튜브 라이브커머스 - 파파포포 양파즙
- 유튜브 라이브커머스 - 남해금옥 유자비누
- 유튜브 라이브커머스 - 봉명다원
- 유튜브 라이브커머스 - 진주 천사오디
- 유튜브 라이브커머스 - 치악산 큰송이
- 유튜브 라이브커머스 - 대궐농장 미숫가루
- 네이버 쇼핑라이브 - 컬쳐플래닛 & DNA
- 네이버 쇼핑라이브 - 순천 매실 왕 씨앗호떡
- 네이버 쇼핑라이브 - 운주골 정학님 청국장
- 네이버 쇼핑라이브 - SKT티엔에스 T 우주 우주패스
- SK텔레콤 라이브커머스 - B TV Air
- SK텔레콤 라이브커머스 - Z플립3, Z폴드3
- SK매직 라이브커머스 - All In One 직수 얼음정수기
- 네이버 쇼핑라이브 - 하늘백련 빨간양파잼
- 네이버 쇼핑라이브 - 문호일 자색양파즙, 양배추즙
- 네이버 쇼핑라이브 - 곡성축산농협
- 네이버 쇼핑라이브 - 가랑드
- 네이버 쇼핑라이브 - 경영수산
- 네이버 쇼핑라이브 - 정인숙 식초보감
- 네이버 쇼핑라이브 - 담그루
- 네이버 쇼핑라이브 - 초당농산
- 네이버 쇼핑라이브 - 하나식품
- 네이버 쇼핑라이브 - 두미원
- 유튜브 라이브커머스 - 영암군 대봉감 정운농장
- 유튜브 라이브커머스 - 굼벵이 대신농장
- 유튜브 라이브커머스 - 신안군 임자도 파파농장